# ネオ・ファンタジア
『ネオ・ファンタジア』（イタリア語: Allegro Non Troppo）は、1976年のイタリア映画で、ブルーノ・ボゼットによるアニメ映画。
ディズニーの名作アニメーション映画『ファンタジア』を意識した形式であるが、エスプリに満ちた大人向きの作品である。1980年に日本で公開され、2005年に一部都市で巡回公開された。
モノクロの実写を幕間として、クラシック音楽の演奏に合わせたアニメーション作品が6本配置されている。実写部分ではなぜか老婆ばかりのオーケストラと、気弱そうなアニメ作家が登場する。彼のアニメと彼女らの演奏がアニメ作品であるという設定となっており、その部分はドタバタ喜劇風でフェリーニの作風を思わせるものとなっている。
- 演奏:ベルリン・フィルハーモニー管弦楽団
- 指揮:ヘルベルト・フォン・カラヤン

1. 「牧神の午後への前奏曲」 - ドビュッシー
2. 「スラブ舞曲第7番」 - ドヴォルザーク
3. 「ボレロ」 - ラヴェル
4. 「クオレマ」より「悲しきワルツ」- シベリウス[4]
5. 「ヴァイオリン協奏曲ハ長調」 - ヴィヴァルディ
6. 「火の鳥」 - ストラヴィンスキー

また、楽曲を数秒効果音のように用いる手法で『ハンガリー舞曲第5番（ブラームス／パーロウ編）』、『ハンガリー狂詩曲第2番（リスト／ミュラー＝ベルクハウス編）』、『アイーダ（ヴェルディ）』、『サロメ（R・シュトラウス）』、『ニュルンベルクのマイスタージンガー（ワーグナー）』などがクレジット無しで短く引用される。